# Bundesautobahn 516
La Bundesautobahn 516, abbreviata anche in BAB 516, è una breve autostrada tedesca della lunghezza di 5 km che collega la città di Oberhausen l'autostrada BAB 2 e l'autostrada BAB 3.

## Percorso
| BAB 516 |           |                              |     |                              |                |
| Tipo    | n° uscita | Indicazione                  | km  | Corrispondenze               | Strada europea |
|         | 1         | Kreuz Oberhausen             | 0,0 |                              |                |
|         | 2         | Oberhausen Sterkrade         | 2,7 |                              |                |
|         |           | Oberhausen Dorstener Strasse | 4,3 | Solo entrata dir. Oberhausen |                |
|         | 3         | Oberhausen Eisenheim         | 5,1 |                              |                |